# Kasteel van Mons

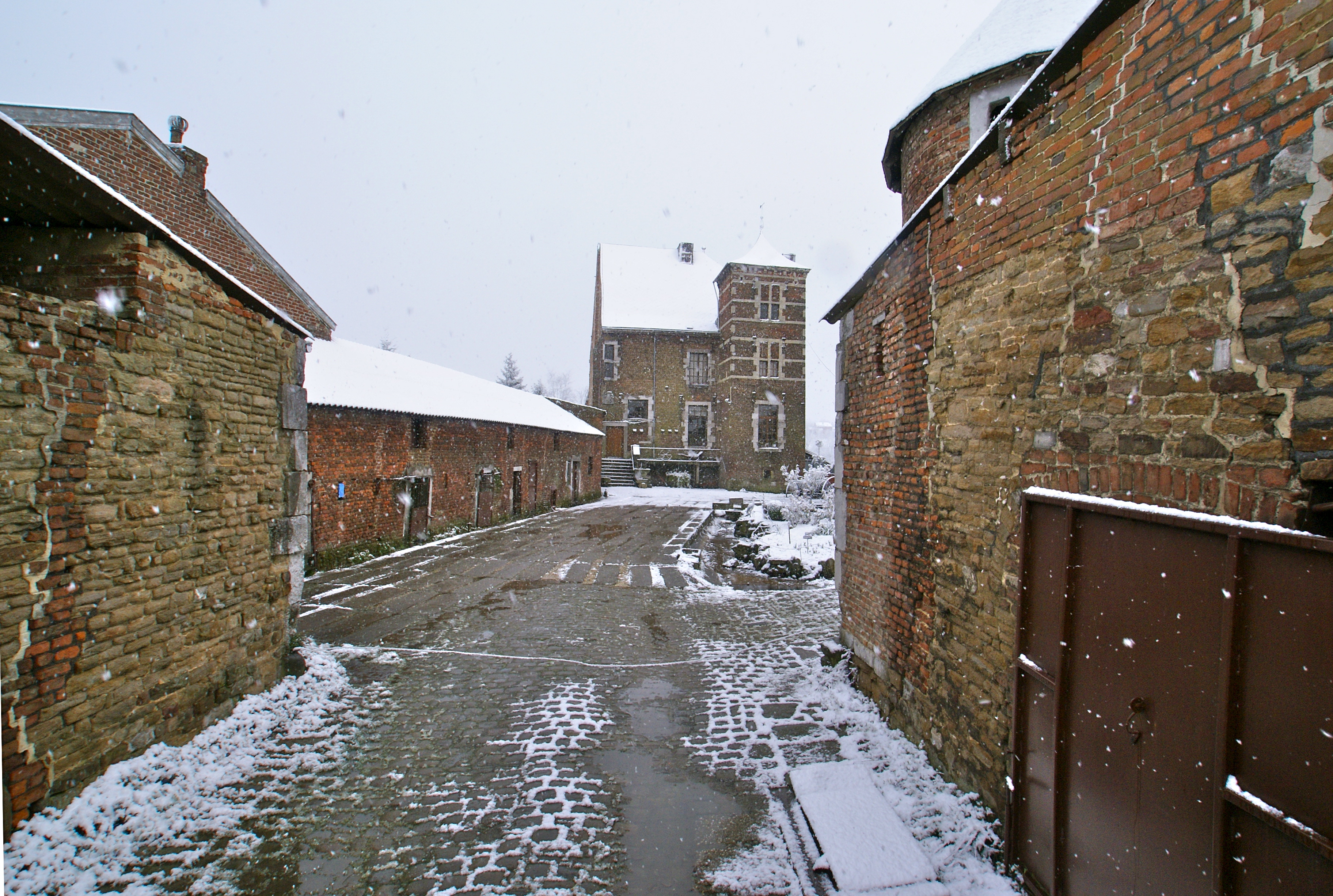
Kasteel van Mons

Het Kasteel van Mons (Frans: Château de Mons) is een kasteel aan Thier Saint-Léonard 16 te Mons-lez-Liège, een dorp van Flémalle in de Belgische provincie Luik.

## Geschiedenis
Bij de oudste vermelding van het goed, in de 14e eeuw, was het eigendom van de familie Velroux. In de 17e eeuw kwam het aan de familie d'Uffle de Joncis. De wapenschilden van deze familie zijn nog zichtbaar in de noordgevel, voorzien van de tekst dUffle a joncis Houthem en het jaartal 1659.

## Beschrijving
Het huidige kasteel dateert van begin 17e eeuw. Het bestond oorspronkelijk uit een woongedeelte op vierkante plattegrond dat geflankeerd werd door vier vierkante hoektorens. Het westelijke deel is echter deels verdwenen, zodat nog twee hoektorens overgebleven zijn. Deze twee torens zijn uitgevoerd in baksteen met toepassing van kalksteen en tufstenen speklagen, op een plint van zandsteenblokken. De torens tellen elk drie verdiepingen.
Ten noordoosten van het kasteel bevindt zich een boerderij, waarvan een aantal onderdelen – vroeger tot het kasteel behorend – in slechte staat zijn. 